# Descenso de Liga Deportiva Universitaria a la Serie B en 1978
El descenso de Liga Deportiva Universitaria a la Serie B de Ecuador —primera división "B"— del fútbol ecuatoriano fue un hecho ocurrido con el nombre con el que se conoce a un hecho futbolístico relevante para la escena deportiva del Ecuador, en la que jugaron un partido entre Club Deportivo Técnico Universitario y Liga Deportiva Universitaria, el 13 de agosto de 1978, como consecuencia de la derrota sufrida en la última fecha frente a Técnico Universitario de Ambato.
Los dos clubes militaban en aquel año en la Serie A del Fútbol Ecuatoriano.

## Los descensos en el fútbol ecuatoriano de Ecuador
Los campeonatos oficiales de fútbol en Ecuador son organizados por la Federación Ecuatoriana de Fútbol. Los clubes afiliados disputan anualmente los torneos, los que se dividen en categorías o «divisionales», cada una de las cuales determina una jerarquía u orden de importancia del campeonato en disputa. Los torneos establecen un sistema de ascensos y descensos mediante el cual los mejores equipos del campeonato del año en curso obtienen el derecho a participar, en la siguiente temporada, del torneo de jerarquía inmediatamente superior; así como los peores promedios de los equipos del torneo superior son castigados de modo que el año entrante participen en el campeonato de importancia inmediatamente inferior.
La Primera División "A" (Serie A de Ecuador) contaba con 10 equipos, los que jugaba un campeonato local por año: el torneo largo (en todo el año), el cual no finalizaba el año sino finalizaba en febrero del siguiente año (1979), momento en que se dirimen los descensos de ella y, como contrapartida, los ascensos a ella. 
El descenso de equipos a la Primera División "B" (Serie B de Ecuador) se realizaba a través de un sistema de posiciones. Al finalizar la temporada los dos equipos de peor puntaje en la tabla de las posiciones que ocupaban en 9º y 10º lugar en la zona del descenso perdía la categoría. El número total de equipos que cambian de división entre temporadas fluctúa, por lo tanto, entre un mínimo de tres y un máximo de ocho, de acuerdo con los resultados de ambas promociones, las cuales interrelacionan a las categorías inmediatas.
Si bien el sistema condena a los planteles que descienden a pagar por las malas campañas de los de temporadas anteriores, hace que un equipo de una categoría sólo descienda luego de un largo período con resultados no satisfactorios, neutralizando o morigerando así las crisis pasajeras de los equipos mejor administrados.

### Otros equipos «grandes» que también descendieron
Antes que Liga, otros dos equipos de los considerados grandes del fútbol ecuatoriano habían pasado por la misma situación:
- El Nacional en 1979 El 18 de julio de 1979, El Nacional perdió 1 a 0 con Liga en el Estadio Olímpico Atahualpa y fue el primer grande en descender la Categoría. Estuvo en la Segunda Etapa de la Serie B de 1979.
- Emelec en 1980 El 9 de noviembre de 1980, Emelec perdió 2 a 0 con El Nacional en el Estadio Olímpico Atahualpa y fue el segundo grande en descender la Categoría. Estuvo en la Primera Etapa de la Serie B de 1981.
- El Nacional en 2020 El 20 de diciembre de 2020, El Nacional perdió 1 a 0 con Orense en el Estadio 9 de Mayo de Machala y fue el tercer grande en descender la Categoría. Estuvo en la Serie B de 2021 y 2022.

### Otros descensos de Liga
Durante que Liga, otros dos equipos de los considerados grandes del fútbol ecuatoriano habían pasado por la misma situación:
- Liga en 1972 El 28 de enero de 1973, Liga perdió 2 a 1 con Universidad Católica en el Estadio Olímpico Atahualpa y fue el primer grande en descender la Categoría. Estuvo en la Segunda Categoría en 1973.
- Liga en 2000 El 5 de noviembre de 2000, Liga empató 3 a 3 con el inmortal Olmedo en el Estadio Casa Blanca y convirtiéndose en el tercero en caer a la Serie B. La travesía azucena por la Serie B solamente duró casi un año, en donde se consagró campeón.

## El regreso a la Serie A
El día 17 de diciembre de 1978, 126 días después de consumado el descenso, Liga concretó el ascenso a la Serie A al consagrarse subcampeón del torneo de la Segunda Etapa de la Serie B por detrás del América, después de vencer al desaparecido Luq San 3 a 1 en la última fecha del campeonato.
El 30 de marzo de 1979, Liga nuevamente jugó en el Campeonato de la Serie A ecuatoriana.